# 東新井 (つくば市)
東新井（ひがしあらい）は茨城県つくば市の地名。郵便番号は305-0033。

## 地理
つくば市の東部に位置し、筑波研究学園都市研究学園地区中心部に位置する。隣接する町と比較して範囲の狭い町であり、また、高層マンション等は少なく、一部の商業店舗等を除いて一戸建やアパート等が多くを占める。
つくば駅から徒歩５分〜２５分の地域。
かつては石丸電気の店舗が複数存在していたが、2010年3月をもって撤退している。
東は竹園、西は小野崎、南は二の宮、北は吾妻と接している。

## 歴史

### 町名の変遷
| 実施後 | 実施年月日                 | 実施前（各大字ともその一部） |
| ------ | -------------------------- | --- |
| 東新井 | 1977年（昭和52年）9月13日  | 大字小野崎字涌井・字北向・字新井・字新井前・字台山、大字花室字遠原前・字足黒、大字倉掛字百堂・字百堂向田・字竹園                                 |
| 東新井 | 1978年（昭和53年）12月26日 | 大字小野崎字北向・字新井・字東浦・字東涌・字荒井前・字新井前・字荒井場・字下田・字志多田・字東志多田・字臺山下・字台山下・字田向・字臺山・字台山 |

## 世帯数と人口
2017年（平成29年）8月1日現在の世帯数と人口は以下の通りである。
| 町丁   | 世帯数  | 人口    |
| ------ | ------- | ------- |
| 東新井 | 861世帯 | 1,853人 |

## 小・中学校の学区
市立小・中学校に通う場合、東新井1～12番地が手代木南小学校、手代木中学校となり、13～38番地が竹園西小学校、竹園東中学校となる。

## 施設

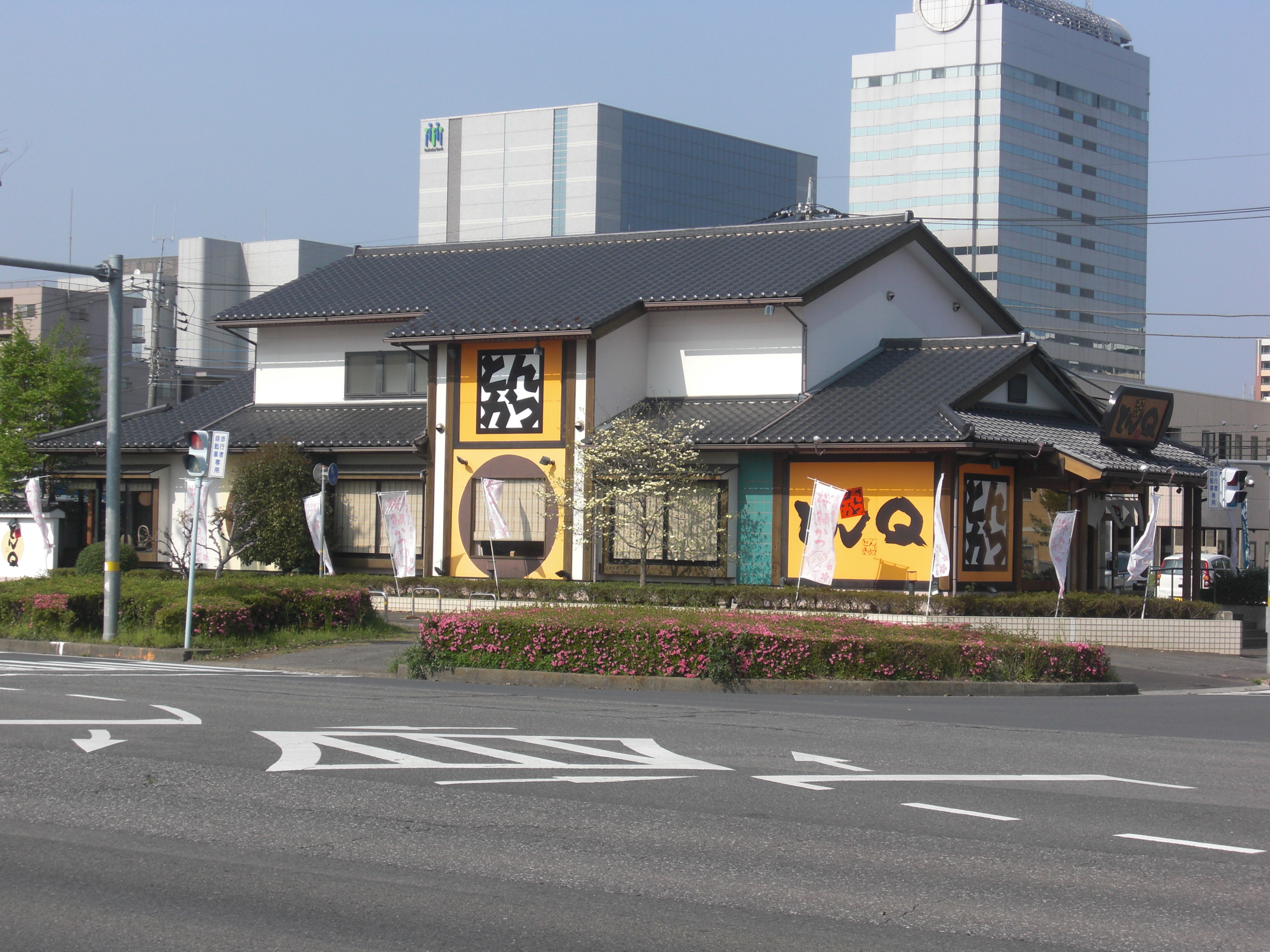
とんQつくば本店

- Hairpark PLUS (理容室) - 2014年12月、つくば市竹園から移転。
- 学園桜井ホテル
- 中央労働金庫つくば
- 足利銀行つくば支店
- ゲオ・ジャンブルストアつくば学園店
- TSUTAYA・ブックエースつくば学園店
- ウエルシアつくば学園中央店(24h)
- 公文式竹園西教室
- とんQつくば本店
- サンスイコーポレーション本社（つくばわんわんランドなどを経営）[6][注 1]